# Bjørn Kalsø

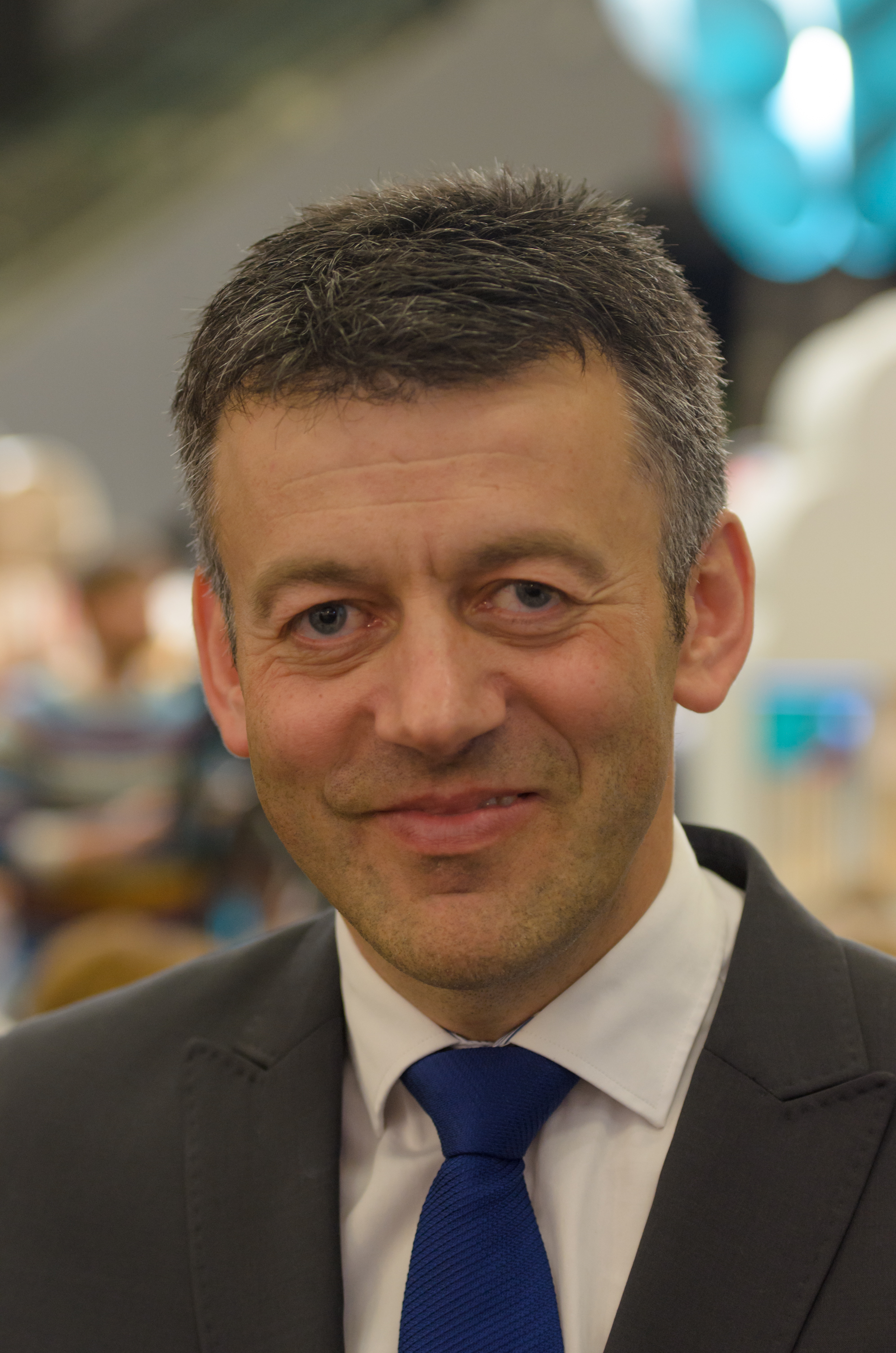
Bjørn Kalsø, 2012

Bjørn Kalsø (* 23. März 1966 in Klaksvík, Färöer) ist ein färöischer Politiker der Unionisten (Sambandsflokkurin). Seit 2011 ist er Minister für Unterricht, Forschung und Kultur in der Landesregierung der Färöer.
Bjørn Kalsø ist der Sohn von Sólmay und Steffan Kalsø. Verheiratet ist er mit Hennibeth Olsen, mit der er die drei Kinder Steffan, Sørmundur und Símun hat. Die Familie lebt in Syðradalur auf Kalsoy.
Kalsø ist ausgebildeter Maurer und Lehrer. Darüber hinaus arbeitete er auch als Landwirt und war 1997–2004 Bürgermeister der Kommune Húsar. Vom 25. Februar 2004 bis 4. Februar 2008 war er Fischereiminister im Kabinett Eidesgaard I.
| Personendaten    | Personendaten                                             |
| ---------------- | --------------------------------------------------------- |
| NAME             | Kalsø, Bjørn                                              |
| KURZBESCHREIBUNG | färöischer Politiker des unionistischen Sambandsflokkurin |
| GEBURTSDATUM     | 23. März 1966                                             |
| GEBURTSORT       | Klaksvík, Färöer                                          |